# Schkuhria

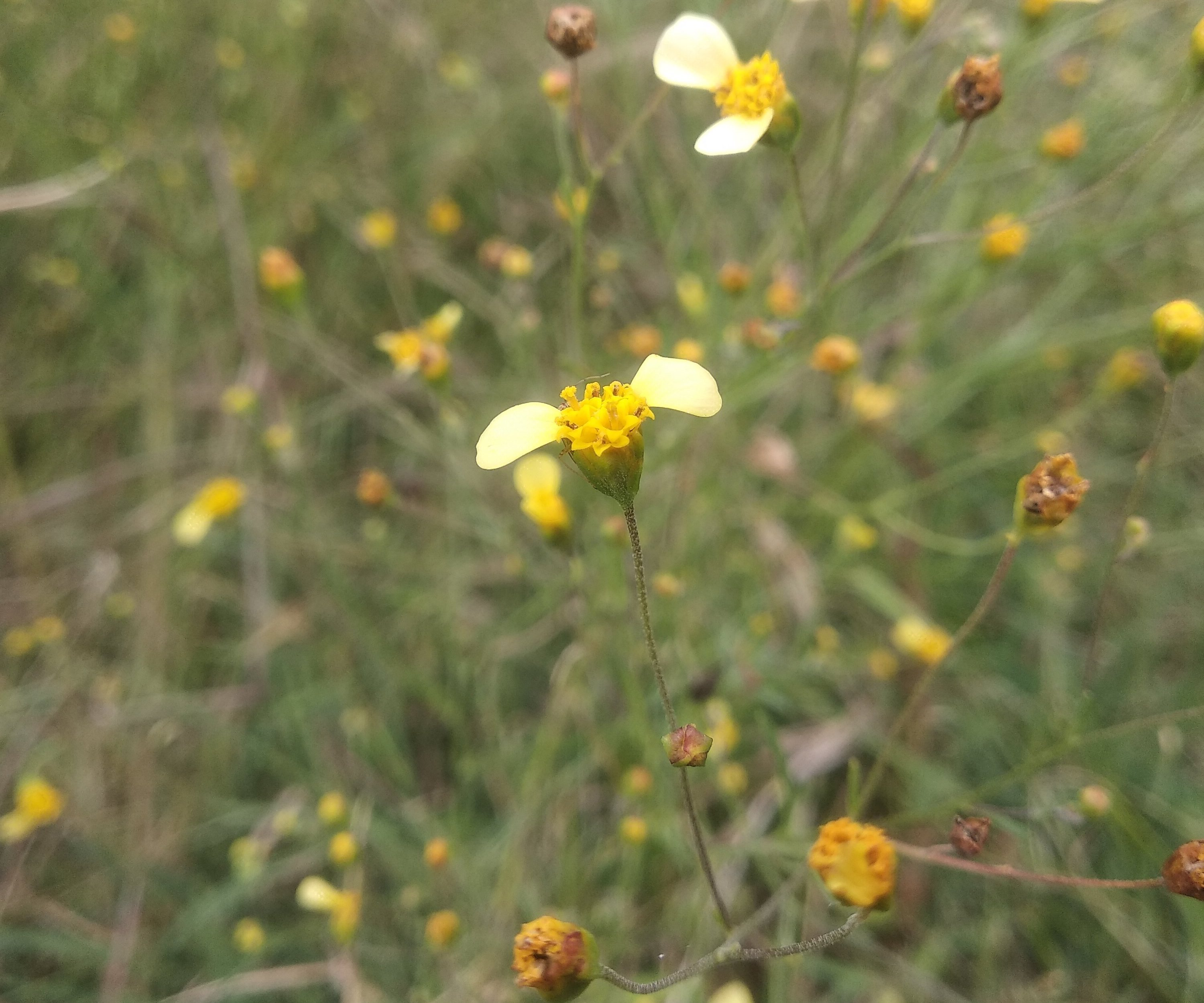
Schkuhria schkuhrioides

Schkuhria es un género de plantas fanerógamas perteneciente a la familia de las asteráceas. Comprende 41 especies descritas y, de ellas, sólo 2 aceptadas.

## Taxonomía
El género fue descrito en 1797 por Albrecht Wilhelm Roth en Catalecta Botanica 1: 116. La especie tipo es Schkuhria abrotanoides Roth (actualmente relegada a sinónimo de Schkuhria pinnata (Lam.) Kuntze ex Thell.).

#### Etimología
Schkuhria: nombre genérico dado en honor al botánico alemán Christian Schkuhr (1741-1811).

#### Especies aceptadas
A continuación se brinda un listado de las especies del género Schkuhria aceptadas, ordenadas alfabéticamente. Para cada una se indica el nombre binomial seguido del autor, abreviado según las convenciones y usos.
- Schkuhria pinnata (Lam.) Kuntze ex Thell.
- Schkuhria schkuhrioides (Link & Otto) Thell.